# Estación de Grosseto
La estación de Grosseto es la principal estación ferroviaria del municipio italiano de Grosseto, en la región de la Toscana.

## Historia y situación
La estación de Grosseto fue inaugurada en el año 1864 con la puesta en servicio del tramo Follonica - Orbetello-Monte Argentario de la línea Roma - Pisa, también conocida como la Ferrovia Tirrenica.
Se encuentra ubicada en el centro del núcleo urbano de Grosseto. Cuenta con tres andenes, dos centrales y otro lateral, a los que acceden cinco vías pasantes. A estas vías hay que sumarle la existencia de una amplia playa de vías para el estacionamiento y apartado de material, así como numerosas vías término.
En términos ferroviarios, la estación se sitúa en la línea Roma Termini - Pisa Central.

## Servicios Ferroviarios
Los servicios ferroviarios de esta estación están prestados por Trenitalia:

### Larga distancia
Frecciabianca
- Roma Termini - Civitavecchia - Orbetello-Monte Argentario - Grosseto - Cecina - Livorno Central - Pisa Central - Viareggio - Massa - La Spezia - Chiavari - Rapallo - Génova Brignole - Génova Plaza Príncipe - Alessandria - Asti - Turín Lingotto - Turín Puerta Nueva

Intercity
- Salerno - Nápoles Central - Aversa - Formia-Gaeta - Latina - Roma Termini - Civitavecchia - Orbetello-Monte Argentario - Grosseto - Cecina - Livorno Central - Pisa Central - Viareggio - Massa - La Spezia - Chiavari - Rapallo - Génova Brignole - Génova Plaza Príncipe - Alessandria - Asti - Turín Lingotto - Turín Puerta Nueva
- Roma Termini - Roma Ostiense - Civitavecchia - Grosseto - Follonica - Cecina - Livorno Central - Pisa Central - Viareggio - Massa - La Spezia - Chiavari - Rapallo - Génova Brignole - Génova Plaza Príncipe - Savona - Finale Lugure Marina - Albenga - Alassio - Diana Marina - Imperia Porto Maurizio - San Remo - Bordighera - Ventimiglia

Intercity Notte
- Salerno - Nápoles Central - Aversa - Formia-Gaeta - Latina - Roma Termini - Civitavecchia - Orbetello-Monte Argentario - Grosseto - Cecina - Livorno Central - Pisa Central - Viareggio - Massa - La Spezia - Chiavari - Rapallo - Génova Brignole - Génova Plaza Príncipe - Alessandria - Asti - Turín Lingotto - Turín Puerta Nueva

### Regionales
Mediante los servicios Regionale y Regionale Veloce mantiene rutas con origen en Roma Termini o Orbetello-Monte Argentario y con destinos a Siena, Florencia SMN y Pisa Central, ambas con numerosas frecuencias a lo largo del día.